# Социальный страховой риск
Социальный страховой риск — предполагаемое событие, при наступлении которого осуществляется обязательное социальное страхование. 
Суть социального риска заключается в том, что его наступление приводит к утрате основного источника средств существования в виде дохода от трудовой деятельности, а также к дополнительным расходам на содержание нетрудоспособных членов семьи. В результате этого снижается уровень жизни, возникает материальная необеспеченность. Носит вероятностный характер
Федеральный закон «об основах обязательного социального страхования» определяет социальный страховой риск следующим образом: предполагаемое событие, влекущее изменение материального и (или) социального положения работающих граждан и иных категорий граждан, в случае наступления которого осуществляется обязательное социальное страхование.

## Виды социальных страховых рисков[1]
Все виды страховых рисков можно разделить на четыре группы:
1. Необходимость получения медицинской помощи.
2. Утрата застрахованным лицом заработка (выплат, вознаграждений в пользу застрахованного лица) или другого дохода в связи с наступлением страхового случая.
3. Дополнительные расходы застрахованного лица или членов его семьи в связи с наступлением страхового случая.
4. Страховыми случаями признаются достижение пенсионного возраста, наступление инвалидности, потеря кормильца, заболевание, травма, несчастный случай на производстве или профессиональное заболевание, беременность и роды, рождение ребенка (детей), уход за ребенком в возрасте до полутора лет и другие случаи, установленные федеральными законами о конкретных видах обязательного социального страхования.

Конкретные виды страховых рисков выглядят следующим образом:
1. Необходимость получения медицинской помощи.
2. Временная нетрудоспособность — невозможность по состоянию здоровья выполнять работу в течение относительно небольшого промежутка времени. Экспертиза временной нетрудоспособности работников осуществляется в учреждениях здравоохранения врачом или комиссией врачей. Удостоверяется больничным листком (в некоторых указанных в законодательстве случаях — справкой лечебно-профилактического учреждения.
3. Трудовое увечье — повреждение здоровья работника вследствие несчастного случая на производстве. Факт Трудовое увечье учитывается при назначении пособий по временной нетрудоспособности, пенсий по инвалидности к пенсий по случаю потери кормильца. Пособие по временной нетрудоспособности вследствие Трудовое увечье назначается при наличии акта о несчастном случае на производстве, если несчастный случай, повлёкший за собой увечье, произошёл на территории предприятия или в ином месте выполнения работником его трудовых обязанностей.
4. Профессиональное заболевание — хроническое или острое заболевание застрахованного, являющееся результатом воздействия на него вредного производственного фактора и повлёкшее временную или стойкую утрату им профессиональной трудоспособности.
5. Материнство.
6. Инвалидность — нарушение здоровья человека со стойким расстройством функций организма, приводящее к полной или значительной потере профессиональной трудоспособности или существенным затруднениям в жизни. При наступлении инвалидности назначаются пенсии или ежемесячные пособия, предоставляются др. виды социального обеспечения и обслуживания, гарантированные государством. В зависимости от степени расстройства функций организма и ограничения жизнедеятельности лицам, признанным инвалидами, устанавливается группа инвалидности (I группа — на 2 года, II и III — на 1 год), а лицам в возрасте до 18 лет — категория «ребенок-инвалид».
7. Наступление старости.
8. Потеря кормильца.
9. Признание безработным.
10. Смерть застрахованного лица или нетрудоспособных членов его семьи, находящихся на его иждивении.

При наступлении одновременно нескольких страховых случаев порядок выплаты страхового обеспечения по каждому из них определяется в соответствии с федеральными законами о конкретных видах обязательного социального страхования.